# Xerose
Xerose (do grego xērós-, seco) refere-se ao sintoma de secura da pele (xerodermia) ou dos olhos (xeroftalmia). É mais comum no inverno e em climas frios e secos, e muito comum em médicos , enfermeiros e cirurgiões dentistas,  que lavam as mãos frequentemente ou que lidam com pacientes com problemas de pele.

## Causas
- Xeroftalmia ou xerose conjuntival: Pode ser causada por deficiência de vitamina A, trauma físico, medicamentos ou qualquer condição em que as pálpebras não fechem completamente.[3]
- Xerodermia ou xerose cutânea: Pode ser causada por baixa umidade do ar, clima frio, banhos muito longos e quentes, desidratação, deficiência de vitamina A, deficiência de vitamina D, lavagem frequente (especialmente com sabão sem hidratante e não neutro), queimaduras, exposição prolongada ao sol e como efeito colateral de vários medicamentos.[4]
- Xerodermia pigmentosa: Doença genética rara.

## Sinais e sintomas
São sintomas de xerose cutânea:
- pele áspera;
- coceira;
- descamação;
- rachaduras;
- pele rosada,

Os sintomas se agravam conforme se aumenta a frequência de lavagem ou do contato com sabão e água quente. Crianças e idosos são mais vulneráveis à xeroftalmia.

## Tratamento
Cremes e loções hidratantes geralmente aliviam a aspereza e a coceira resultantes da pele seca. Em casos mais intensos é recomendada a consulta com um especialista em dermatologia clínica.